# Синьцзи
Синьцзи́ (кит. упр. 辛集, пиньинь Xīnjí) — городской уезд городского округа Шицзячжуан провинции Хэбэй (КНР).

## История
Уезд в этих местах был создан ещё при империи Западная Хань, и не раз менял названия. При империи Тан уезд получил название Шулу (束鹿), а его правление разместилось в Цзючэне (旧城); при империи Мин правление уезда было перемещено в Синьчэн (新城). В январе 1940 года уезд Шулу был разделён на уезды Шуцзи (束冀) и Шубэй (束北), которые в 1946 году были воссоединены вновь, правление воссоединённого уезда разместилось в Цзючэне. 
В 1949 году был образован Специальный район Шицзячжуан (石家庄专区), и уезд вошёл в его состав. В сентябре 1949 года правление уезда было переведено из Цзючэна в посёлок Синьцзи. В ноябре 1958 года к уезду Шулу были присоединены уезды Цзинь (晋) и Шэньцзэ (深泽), но в мае 1961 года все три уезда были восстановлены в прежних границах. В ноябре 1967 года Специальный район Шицзячжуан был переименован в Округ Шицзячжуан (石家庄地区).
В марте 1986 года уезд Шулу был расформирован, а в его границах создан городской уезд Синьцзи.
В 1993 году постановлением Госсовета КНР округ Шицзячжуан и город Шицзячжуан были объединены в городской округ Шицзячжуан.

## Административное деление
Городской уезд Синьцзи делится на 8 посёлков и 7 волостей.